# Gustav Adolph Kietz
Gustav Adolph Kietz (* 26. März 1824 in Leipzig; † 24. Juni 1908 in Laubegast bei Dresden) war ein deutscher Bildhauer.

## Leben
Kietz war der jüngere Bruder des Porträtmalers Ernst Benedikt Kietz. Er studierte ab 1841 an der Dresdner Kunstakademie. Er war bedeutendster Schüler und Gehilfe von Ernst Rietschel und arbeitete in dessen Atelier im Brühlschen Gartenpavillon bei der Ausführung von dessen Hauptwerken mit (z. B. Lessing-Standbild und Braunschweiger Quadriga). Das Standbild von Friedrich List in Reutlingen war 1861 seine erste eigenständige Arbeit. Ein umfangreiches, ausdrucksvolles Schaffen kennzeichnet sein Lebenswerk. 1864 wurde er Ehrenmitglied der Dresdner Kunstakademie, 1873 erhielt er die Ehrendoktorwürde (als Dr. phil. h. c.) der Eberhard Karls Universität Tübingen.

## Werk
Mitarbeit an Denkmälern
- Braunschweig:
  - Lessing-Denkmal, Lessingplatz, Bronzeguss, ausgeführt von Georg Howaldt (1852)
  - Quadriga mit Brunonia, Schloss, Kupfertreibarbeit, ausgeführt von Georg Howaldt (1863)
- Weimar: Goethe-Schiller-Denkmal, Theaterplatz (1857)
- Worms: Lutherdenkmal, Lutherplatz, Vollendung nach dem Tode Rietschels durch die Ausführung der Statuen von Philipp Melanchthon, Jan Hus, Philipp von Hessen und der Stadtfigur Augsburg (1868)

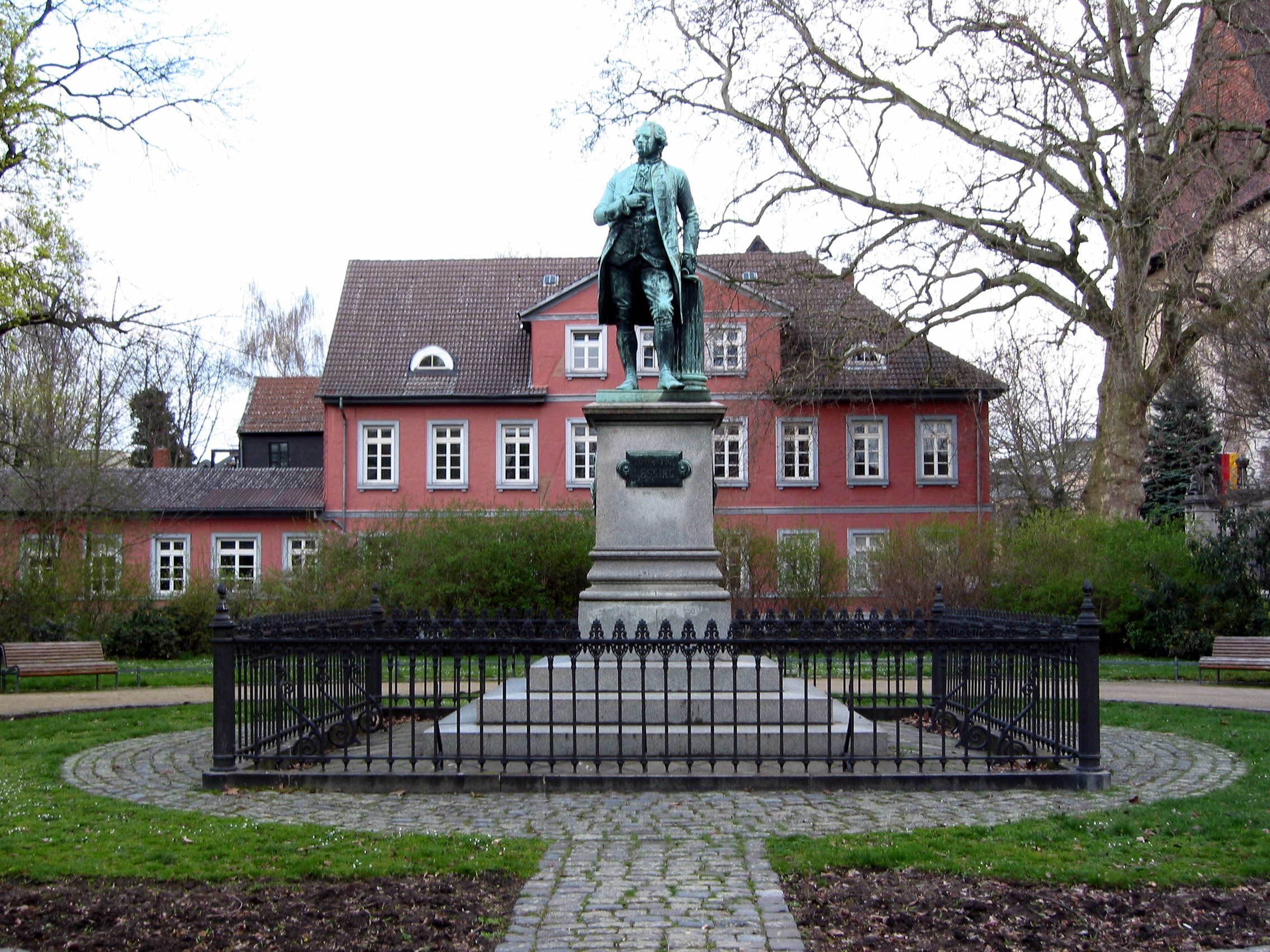
Lessing-Denkmal in Braunschweig
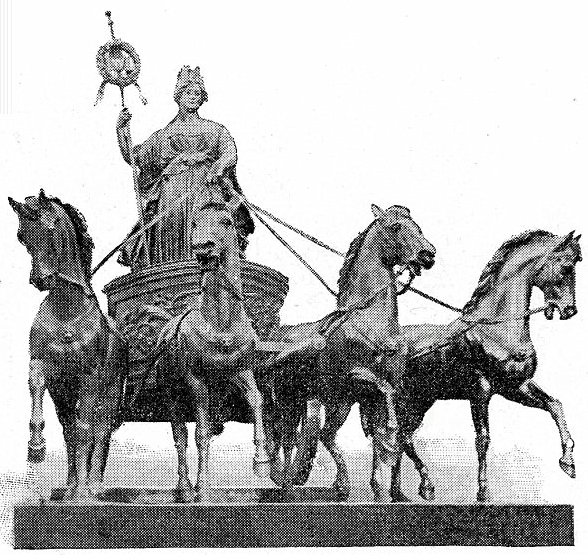
Quadriga mit „Brunonia“ in Braunschweig
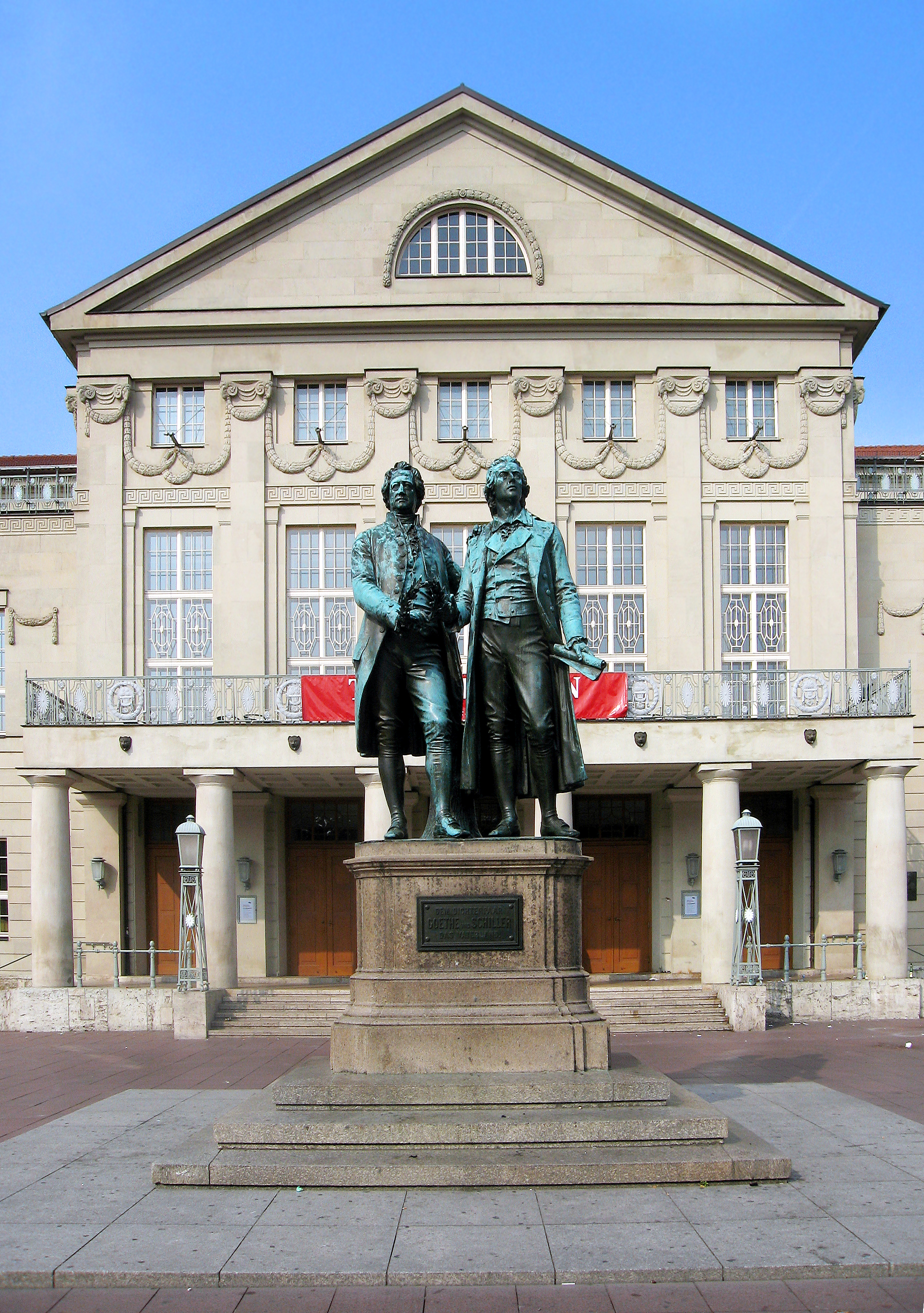
Goethe-Schiller-Denkmal in Weimar
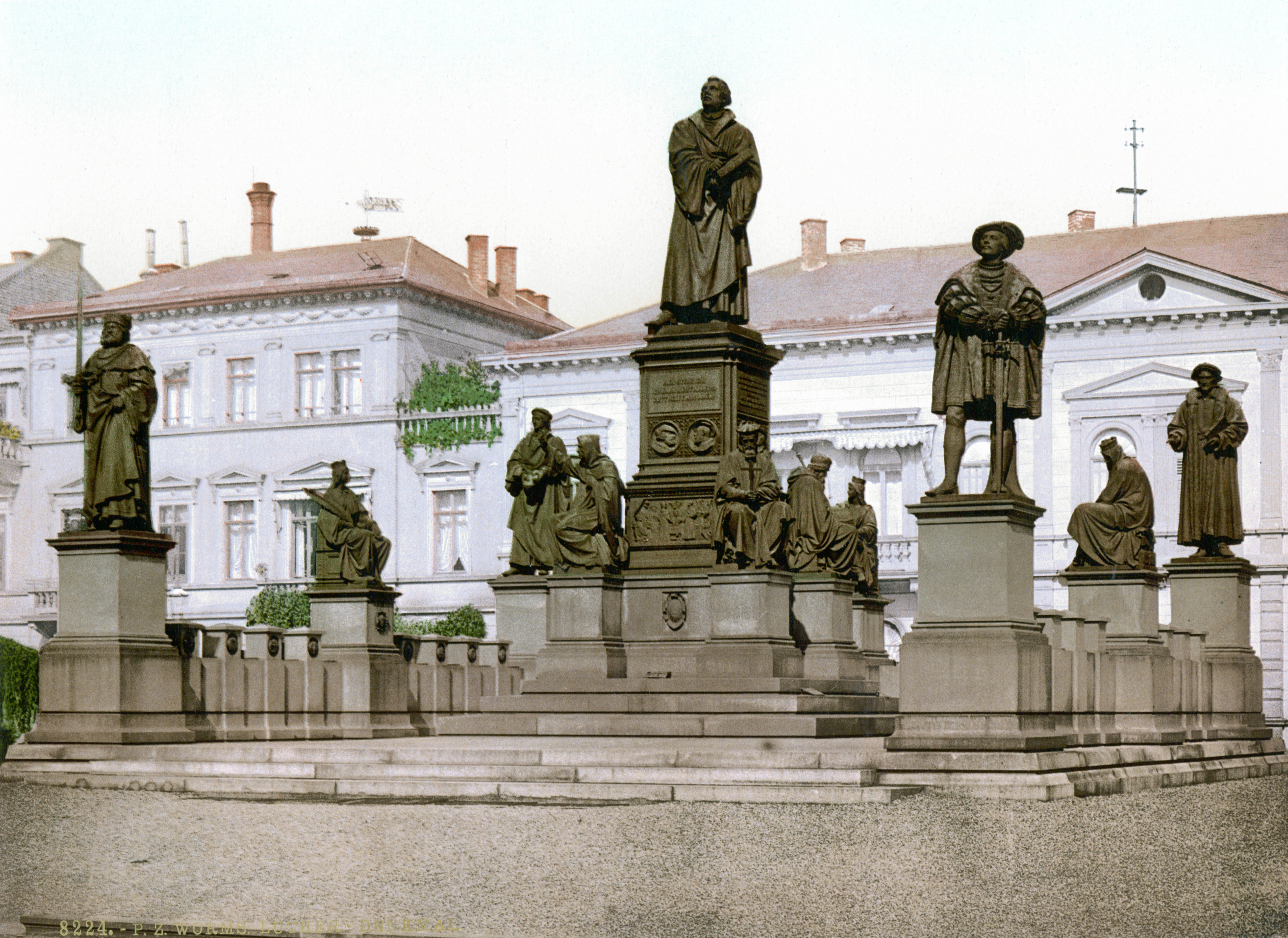
Luther-Denkmal in Worms

Denkmäler (eigenständig)
- Bonn: Grabdenkmal der Familie Wesendonck (Trauernder Genius), Alter Friedhof (1883)
- Dresden: Gustav-Nieritz-Denkmal, Nieritzstraße (1878)
- Dresden: Julius-Otto-Denkmal, An der Kreuzkirche, ursprünglich Georgplatz (1886, 1942 eingeschmolzen, 2010 rekonstruiert)
- Plauen: Julius-Mosen-Büste, ursprünglich Postplatz, später Unterer Graben, Bronzeplastik (1888)
- Pulsnitz: Ernst-Rietschel-Denkmal, Marktplatz (1890)
- Reutlingen: Friedrich-List-Denkmal, Karlstraße, Bronzeguss, ausgeführt von Georg Howaldt (1863)
- Stuttgart: Franz-Schubert-Denkmal, Berliner Platz, vor der Liederhalle (1878)
- Tübingen: Ludwig-Uhland-Denkmal, Platz der Stadt Monthey (1873)

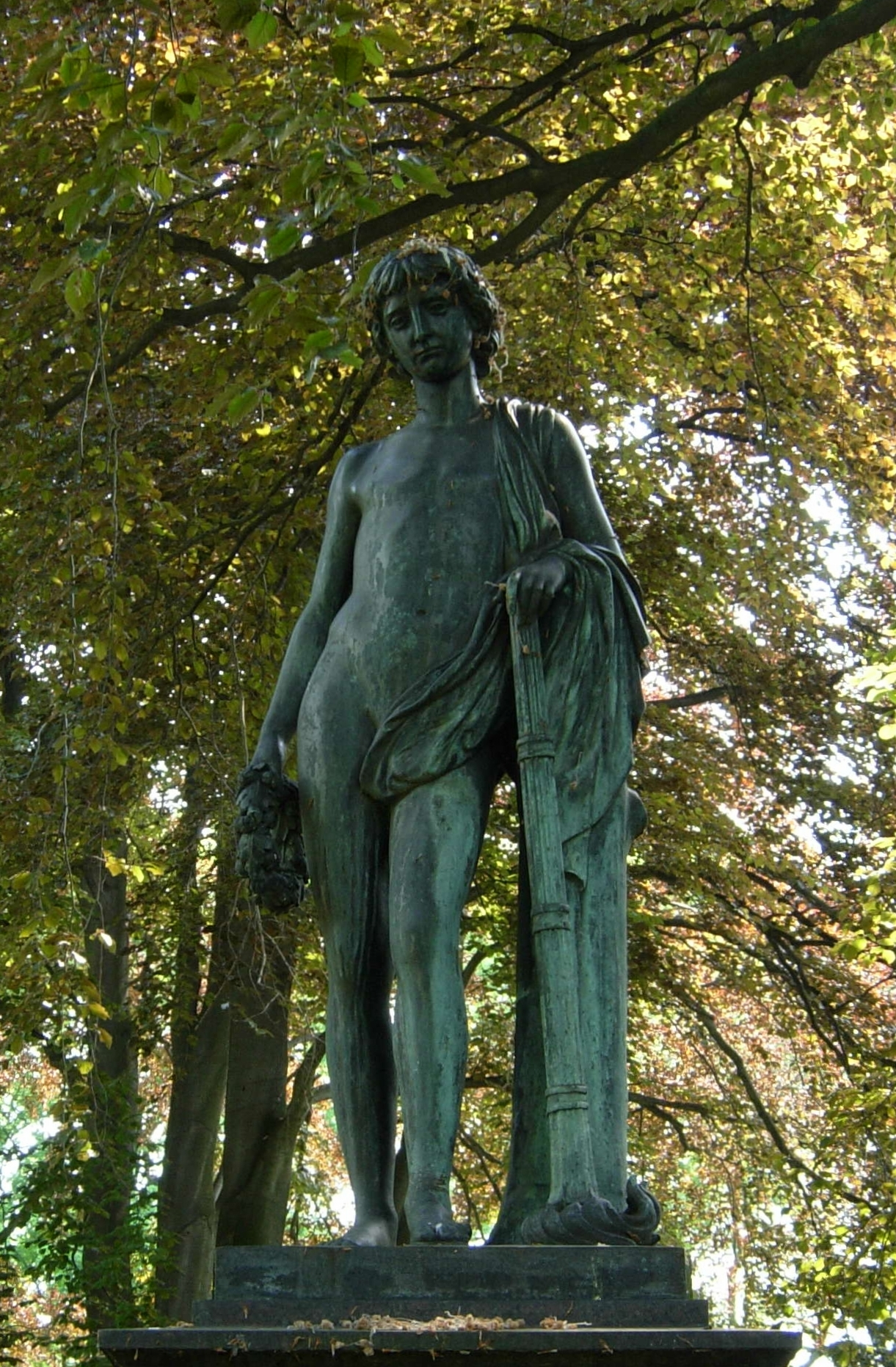
Grabdenkmal der Familie Wesendonck in Bonn
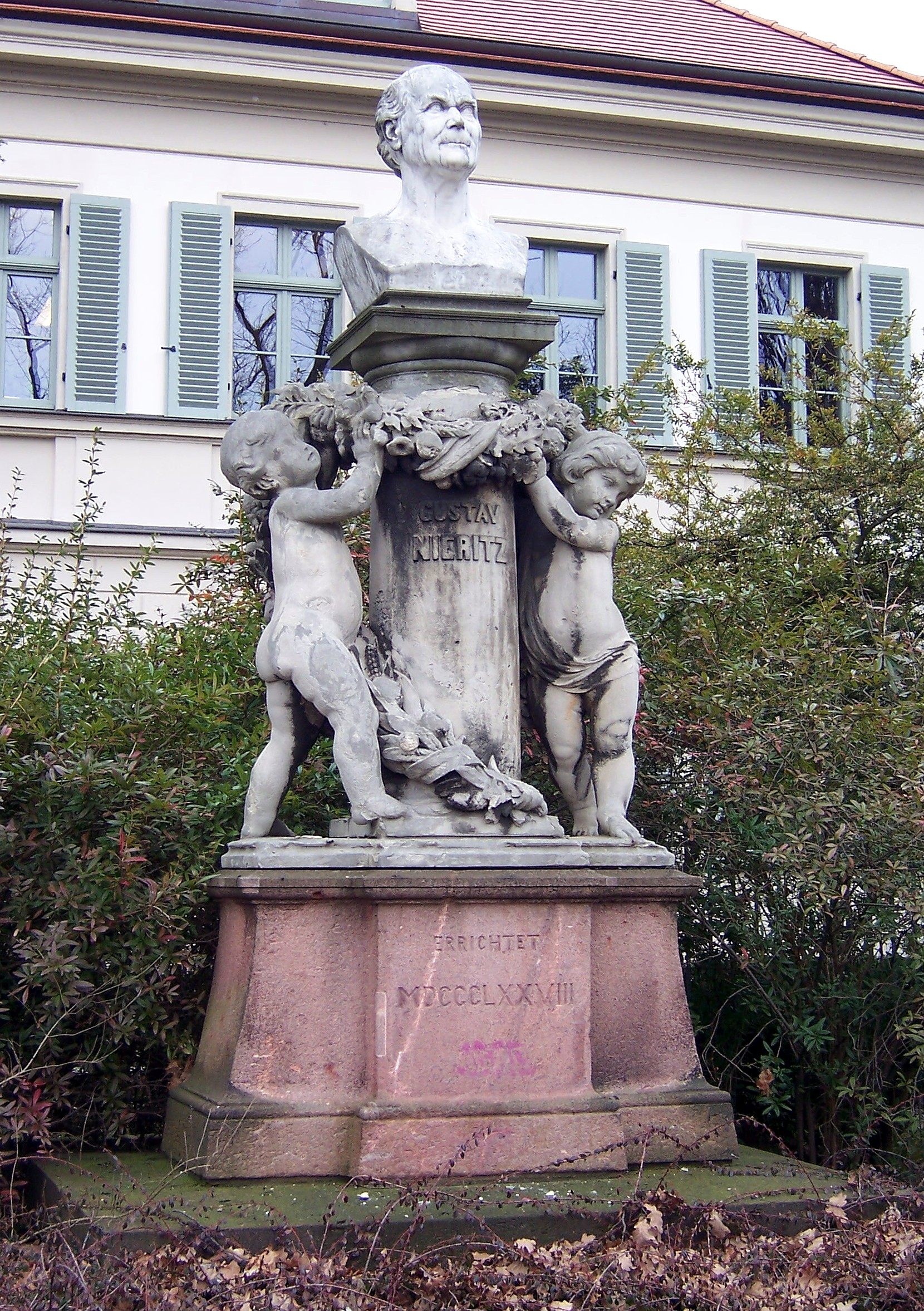
Nieritz-Denkmal in Dresden
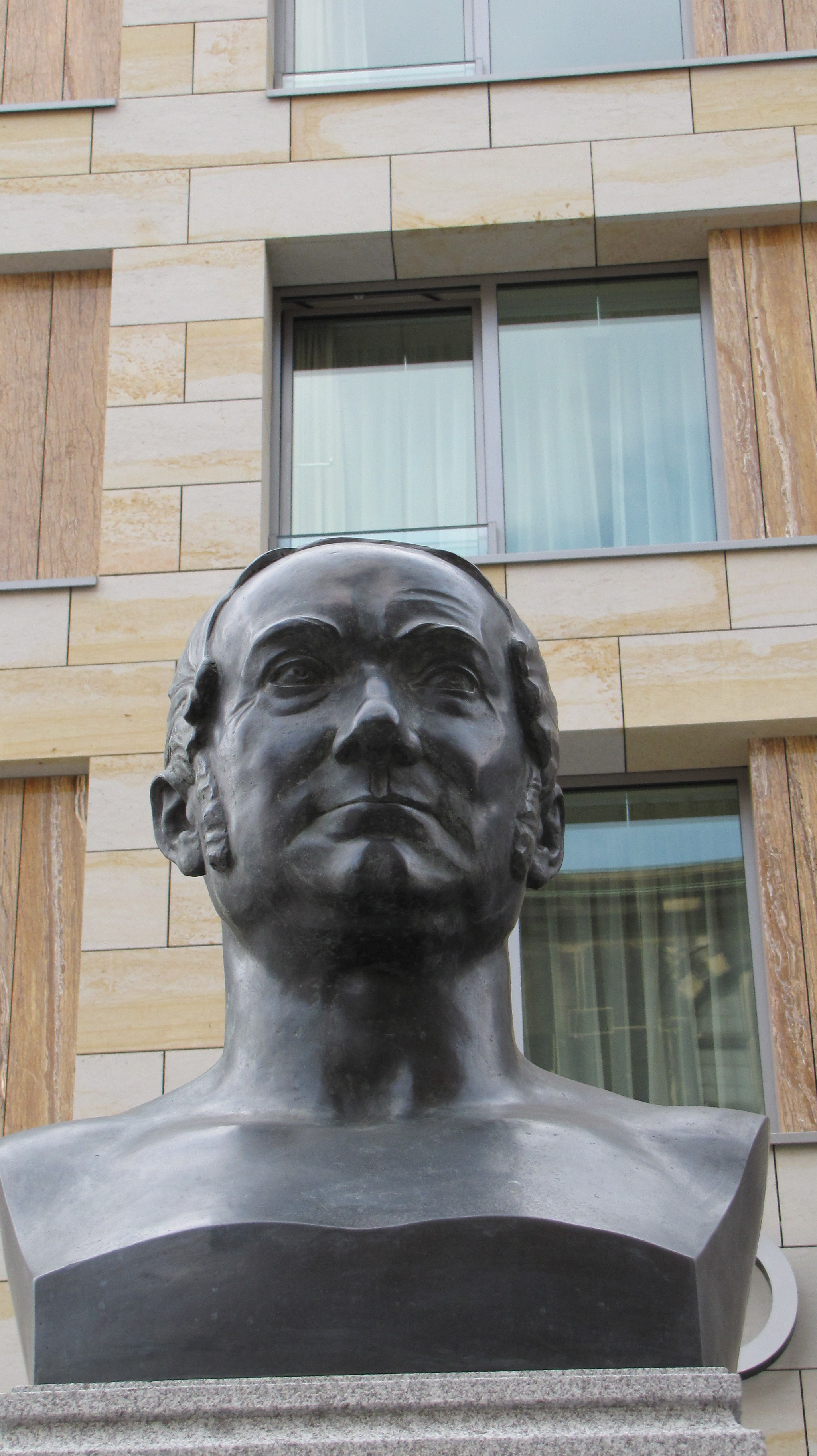
Julius-Otto-Denkmal in Dresden
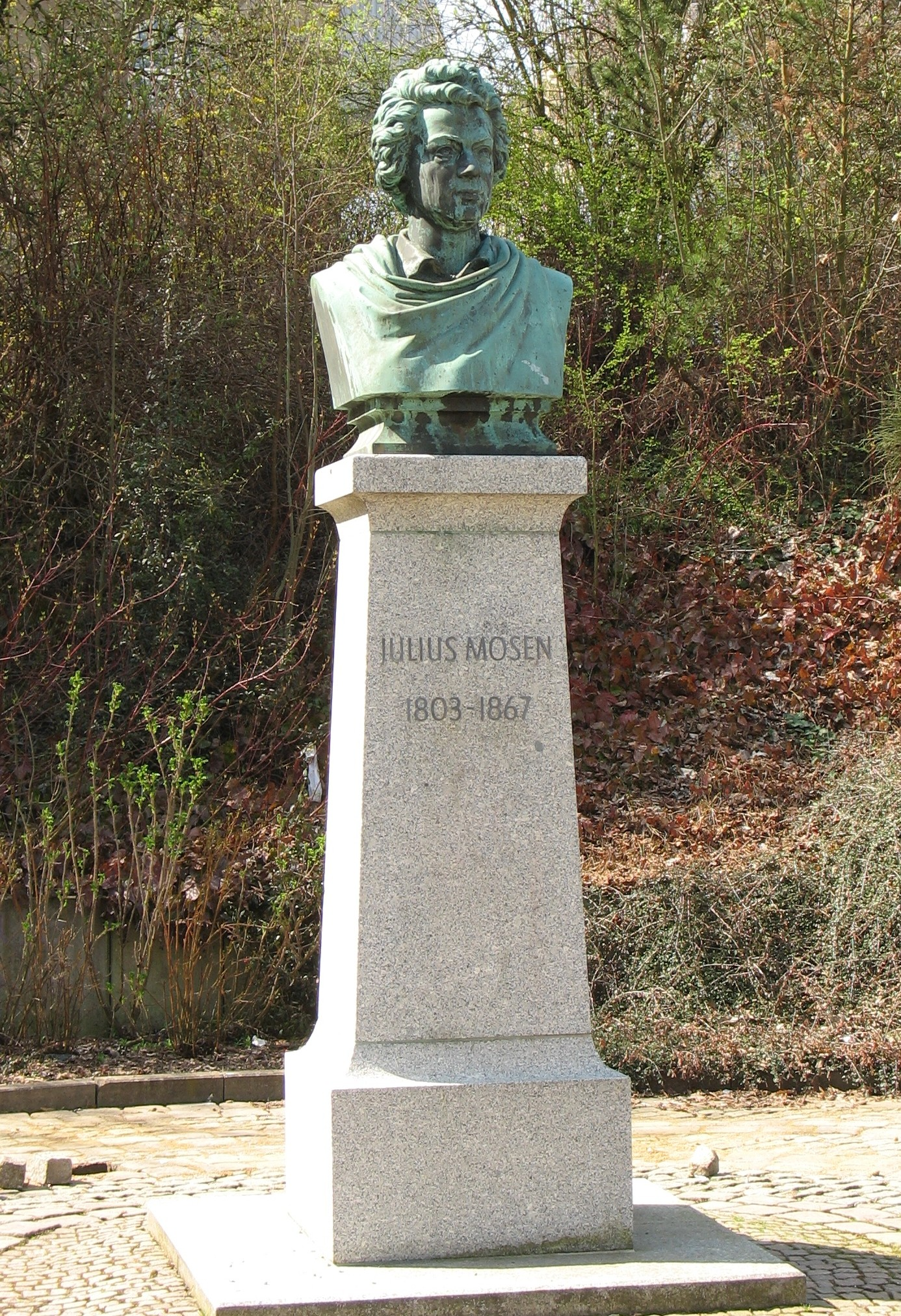
Julius-Mosen-Büste in Plauen
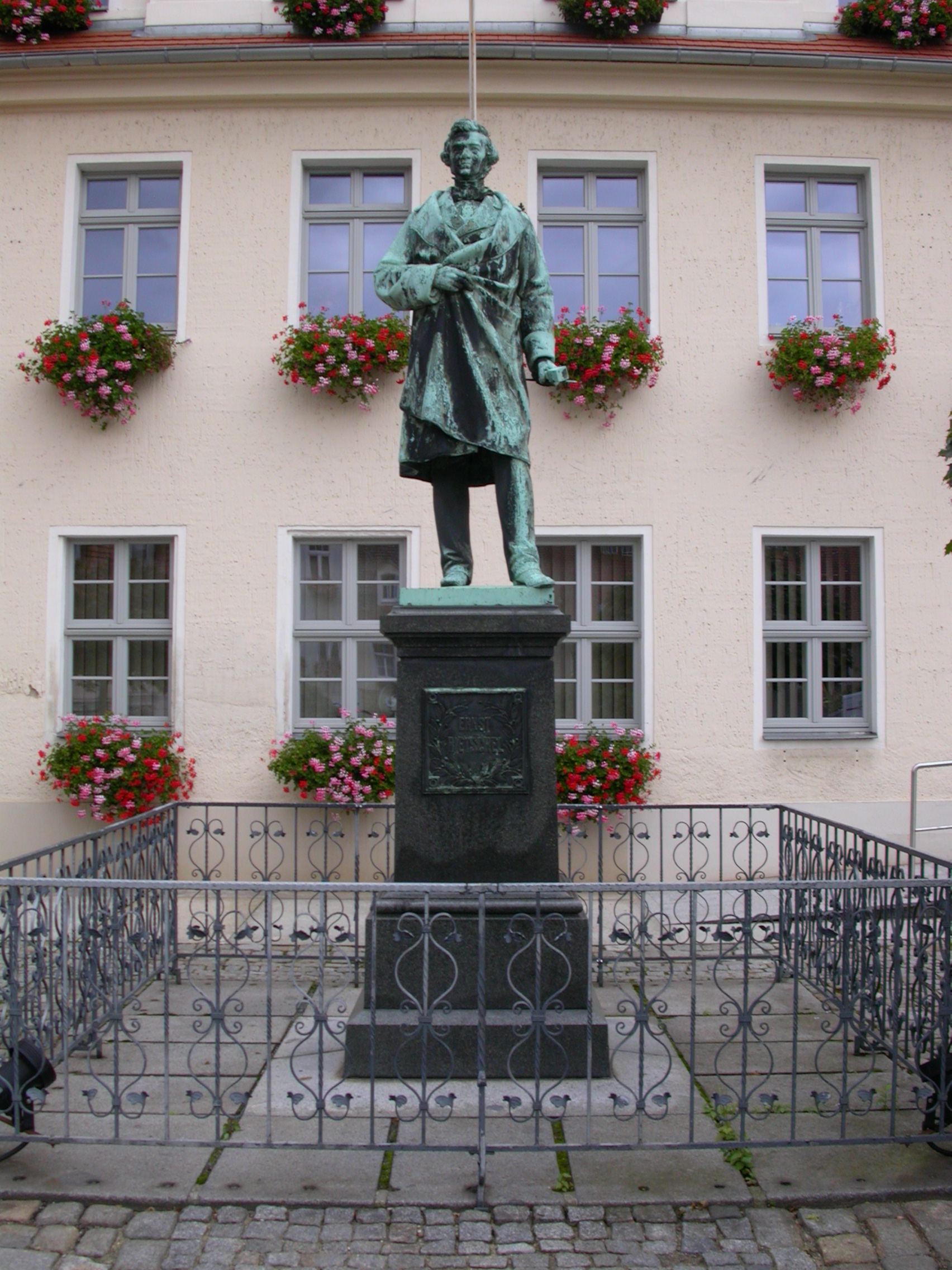
Rietschel-Denkmal in Pulsnitz
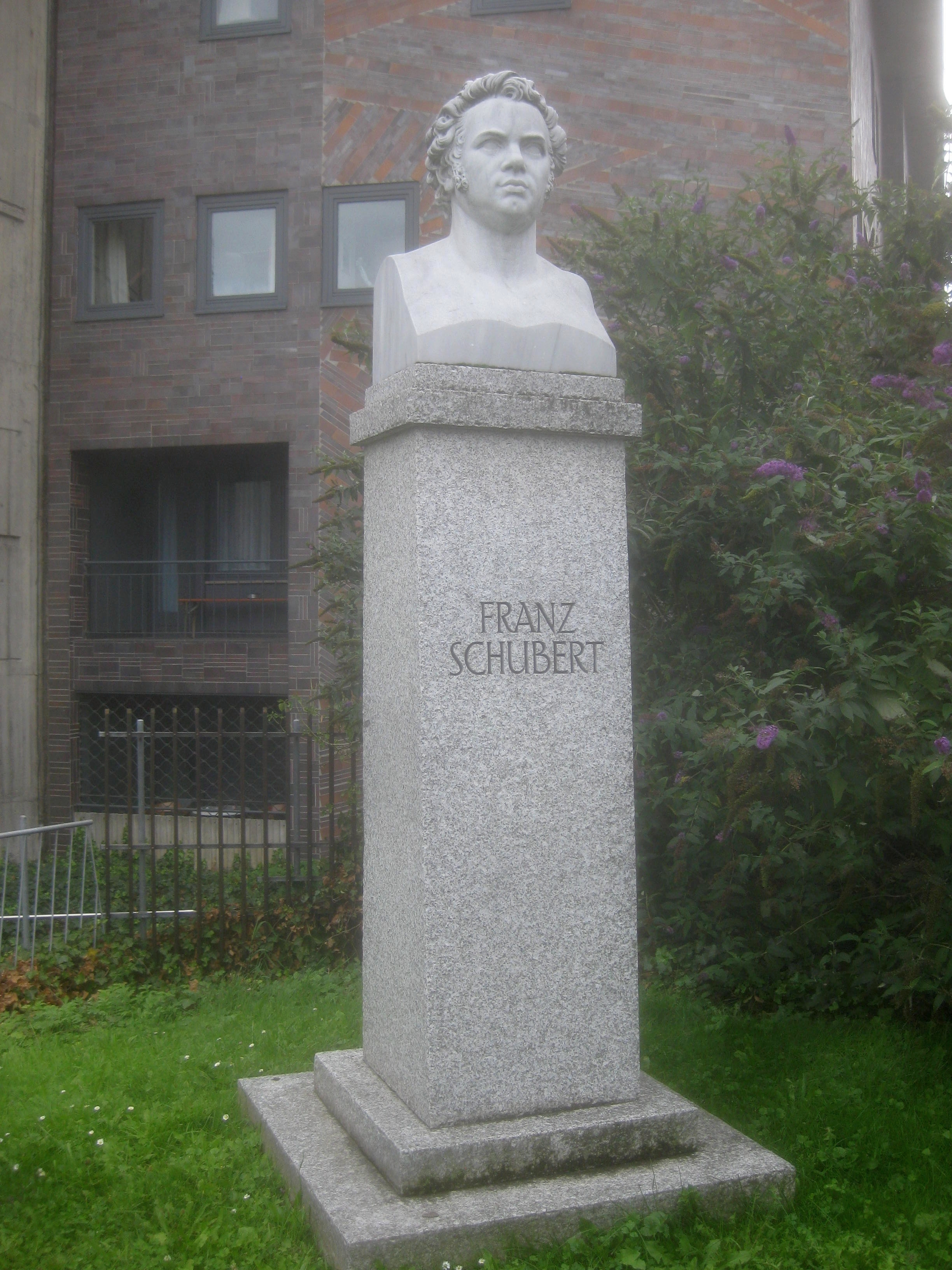
Franz-Schubert-Denkmal in Stuttgart
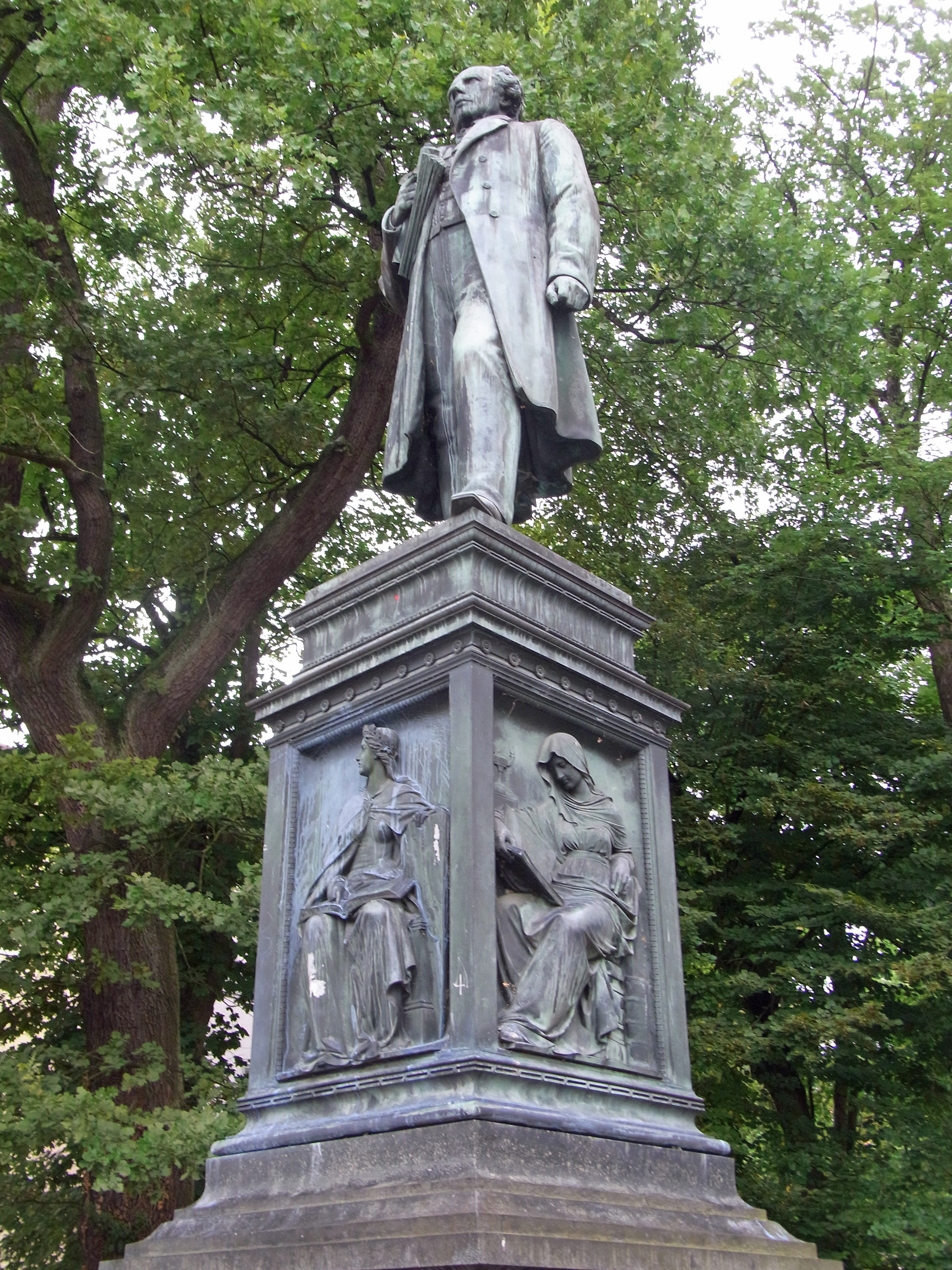
Uhland-Denkmal in Tübingen